# Шкода фаворит
Шкода фаворит (чеш. Škoda Favorit) је аутомобил који је производила чешка фабрика аутомобила Шкода Ауто. Производио се од 1987. до 1995. године.

## Историјат
Први пут је представљена на сајму аутомобила у Брну јула 1987. године. Шест месеци касније почела је масовна производња. То је био први Шкодин аутомобил који је пратио европске трендове, мотор је смештен напред, а био је и први аутомобил који користи погон на предњим точковима. Овај назив је користио Шкодин модел из 1936. године. Има интерну ознаку 781. Од 1990. године производио се у караван верзији по називом Шкода форман, а годину дана касније појављује се верзија са двоја врата као пикап.
Фаворит се доказао као један од најпопуларнијих аутомобила у централној Европи. Извожен је у великом броју земаља, укључујући Аргентину, Чиле, Колумбију, Еквадор, Перу, Израел, Пољску, Русију, Турску и друге земље.
Дизајн екстеријера и ентеријера је урадио италијански дизајнерски студио Бертоне. Још један важан партнер је био укључен у креирање модела Фаворит, то је био Порше са својим изванредним достигнућима у области акустике и вибрација.
1989. године у Чехословачкој се десила плишана револуција, и у фабрици аутомобила није ишло најбоље тих година. За решење проблема влада одлучује да прода фабрику страном инвеститору. За куповину Шкоде претендовало је 24 фирме, међу њима су били BMW, Џенерал моторс, Рено. Међутим, најбоље понуђене услове даје Фолксваген. По преузимању фирме немачки дизајнери су успели поправити све недостатке и мане фаворита. У фавориту су урађене многе промене у дизајну и квалитету израде, али задржавајући све главне карактеристике модела. 1995. године када је замењен фелицијом, било је произведено 783.167 возила.

## Мотори
| Модел  | Запремина   | Снага         | Мењачи      | Убризгавање горива   | Катализатор         | Година          |
| Бензин | Бензин      | Бензин        | Бензин      | Бензин               | Бензин              | Бензин          |
| ------ | ----------- | ------------- | ----------- | -------------------- | ------------------- | --------------- |
| 135    | 1289 cm³ I4 | 43 kW / 58 КС | 5° мануелни | Карбуратор           | без                 | 01/1989−07/1995 |
| 135    | 1289 cm³ I4 | 42 kW / 57 КС | 5° мануелни | Карбуратор           | нерегулисан         | 01/1991−12/1993 |
| 135    | 1289 cm³ I4 | 40 kW / 54 КС | 5° мануелни | Карбуратор           | регулисан           | 10/1990−12/1992 |
| 135I   | 1289 cm³ I4 | 40 kW / 54 КС | 5° мануелни | Директно убризгавање | регулисан           | 01/1993−07/1995 |
| 136    | 1289 cm³ I4 | 46 kW / 63 КС | 5° мануелни | Карбуратор           | без                 | 08/1987−07/1991 |
| 136X   | 1289 cm³ I4 | 50 kW / 68 КС | 5° мануелни | Карбуратор           | без или нерегулисан | 03/1993−09/1994 |
| 136I   | 1289 cm³ I4 | 50 kW / 68 КС | 5° мануелни | Директно убризгавање | регулисан           | 01/1993−07/1995 |

1. ↑  Електронски контролисан